# Scooter (programma televisivo)
Scooter è un programma televisivo di Disney Channel prodotto tra il 2003 e il 2004 e condotto da Massimiliano Ossini e Isabella Arrigoni.

## Contenuti
Il programma era un contenitore di curiosità e notizie dal mondo dello sport, della moda, della musica, dei videogiochi e altro.
Uno dei momenti più seguiti del programma era lo spazio "Baraonda" dove i ragazzi da casa dovevano indovinare domande sui cantanti (Le So Tutte), scoprire il pezzo mancante di una canzone (Disturbo Sonoro) oppure cantare una canzone (Ugola D'oro) per poter vincere i premi firmati Disney Channel.
Di Scooter (così come di Top of the Kids) esisteva la versione estiva, intitolata Scooter Planet.